# Chaetomium virescens
Chaetomium virescens är en svampart som först beskrevs av Arx, och fick sitt nu gällande namn av Udagawa 1980. Chaetomium virescens ingår i släktet Chaetomium och familjen Chaetomiaceae.  Utöver nominatformen finns också underarten thielavioideum.